# Austroagalloides wrighti
Austroagalloides wrighti är en insektsart som beskrevs av Evans 1935. Austroagalloides wrighti ingår i släktet Austroagalloides och familjen dvärgstritar. Inga underarter finns listade i Catalogue of Life.